# ماتیا پیتزالیس
ماتیا پیتزالیس (انگلیسی: Mattia Pitzalis؛ زادهٔ ۴ آوریل ۲۰۰۰) بازیکن فوتبال است.
از باشگاه‌هایی که در آن بازی کرده‌است می‌توان به باشگاه فوتبال کالیاری اشاره کرد.